# Bubblegum
Bubblegum je studiové album amerického hudebníka Marka Lanegana. Vydáno bylo v srpnu roku 2004 společností Beggars Banquet Records. Na nahrávce se podílela řada hudebníků, mezi něž patří například PJ Harvey, Josh Homme, Izzy Stradlin a Greg Dulli. Spolu s Laneganem byli jeho producenty Chris Goss a Alain Johannes. Lanegan původně chtěl, aby desku produkoval velšský hudebník John Cale, avšak ze spolupráce sešlo.

## Seznam skladeb
Autorem všech skladeb je Mark Lanegan.
1. „When Your Number Isn't Up“ – 3:01
2. „Hit the City“ – 2:48
3. „Wedding Dress“ – 3:07
4. „Methamphetamine Blues“ – 3:16
5. „One Hundred Days“ – 4:36
6. „Bombed“ – 1:08
7. „Strange Religion“ – 4:07
8. „Sideways in Reverse“ – 2:46
9. „Come to Me“ – 3:45
10. „Like Little Willie John“ – 3:53
11. „Can't Come Down“ – 3:37
12. „Morning Glory Wine“ – 4:27
13. „Head“ – 3:04
14. „Driving Death Valley Blues“ – 2:48
15. „Out of Nowhere“ – 2:43

## Obsazení
- Mark Lanegan – zpěv, kytara
- PJ Harvey – zpěv
- Chris Goss – kytara, klavír, zpěv
- Tracey Chisholm – manipulace s pásky, bicí automat
- Molly McGuire – baskytara, doprovodné vokály
- Aldo Struyf – syntezátor, klavír, varhany, manipulace s pásky
- David Catching – varhany, kytara
- Wendy Rae Fowler – klavír, doprovodné vokály
- Josh Homme – kytara, baskytara, bicí
- Keni Richards – bicí
- Jim Vincent – elektronické bicí
- Mike Johnson – kytara
- Ian Moore – doprovodné vokály
- Bukka Allen – varhany
- Alain Johannes – kytara, baskytara, bicí, elektronické bicí, smyčce, syntezátor, doprovodné vokály, klávesy, varhany
- Natasha Shneider – doprovodné vokály
- Brett Netson – doprovodné vokály
- Greg Dulli – doprovodné vokály
- Nick Oliveri – doprovodné vokály, baskytara
- Jonathan Russo – baskytara
- Izzy Stradlin – zpěv
- Duff McKagan – zpěv
- Troy Van Leeuwen – klavír, kytara
- Joey Castillo – bicí
- John Kastner – kytara, doprovodné vokály
- Eddie Nappi – baskytara
- Dimitri Coats – kytara, bicí, klavír
- Mathias Schneeburger – kytara, doprovodné vokály
- Melanie Campbell – baskytara